# أليس مورارو
أليس مورارو (من مواليد 14 أغسطس 2000) هي لاعبة حواجز إيطالية حصلت على الميدالية الذهبية في سباق 400 متر حواجز في دورة الألعاب الجامعية العالمية الصيفية 2021.